# Tännesberg
Tännesberg är en köping (Markt) i Landkreis Neustadt an der Waldnaab i Regierungsbezirk Oberpfalz i förbundslandet Bayern i Tyskland.
Köpingen ingår i kommunalförbundet Tännesberg tillsammans med köpingen Leuchtenberg.